# Théodore Ballu
Pour les articles homonymes, voir Ballu.
Théodore Ballu, né à Paris le 8 juin 1817 et mort à Paris 9e le 22 mai 1885, est un architecte français, auquel on doit un grand nombre d'édifices publics de la capitale, notamment des églises.
Il est le fils de Louis Ballu et de Mélanie Quantinet, l'époux de Claire Orsel. À sa mort, il habite au 80 rue Blanche, dans le 9e arrondissement.
Il est le grand-père de l'industriel et député Guillaume Ballu et le père du député Roger-Ballu.

## Le grandprix de Rome
L’œuvre du grand prix de Rome Théodore Ballu semble trop souvent se résumer à la réalisation de l’église de la Trinité et à la reconstruction de l’hôtel de ville de Paris. Certes, commandes majeures dans sa carrière, elles occultent un travail plus vaste constitué d’édifices publics, pour la plupart voués au culte, ou privés.
Admis à l'École royale des beaux-arts de Paris en 1835, Ballu devient l’élève d'Hippolyte Le Bas, l’architecte de Notre-Dame-de-Lorette. Il y obtient le grand prix de Rome en 1840, concours dont l’épreuve finale consiste à concevoir « un palais pour la Chambre des Pairs ».
Le jeune lauréat quitte alors Paris pour devenir pensionnaire de l’Académie de France à Rome. Il demeure à la Villa Médicis de janvier 1841 à décembre 1845. Ce séjour au cœur de la « Ville Éternelle » ne l’empêche pas pour autant de visiter les ruines prestigieuses de la Grèce antique. Son envoi de troisième année est consacré à Pompéi. En 1844-1845, il envoie ses travaux sur l'Érechthéion de l'Acropole d'Athènes.

## L’architecte parisien

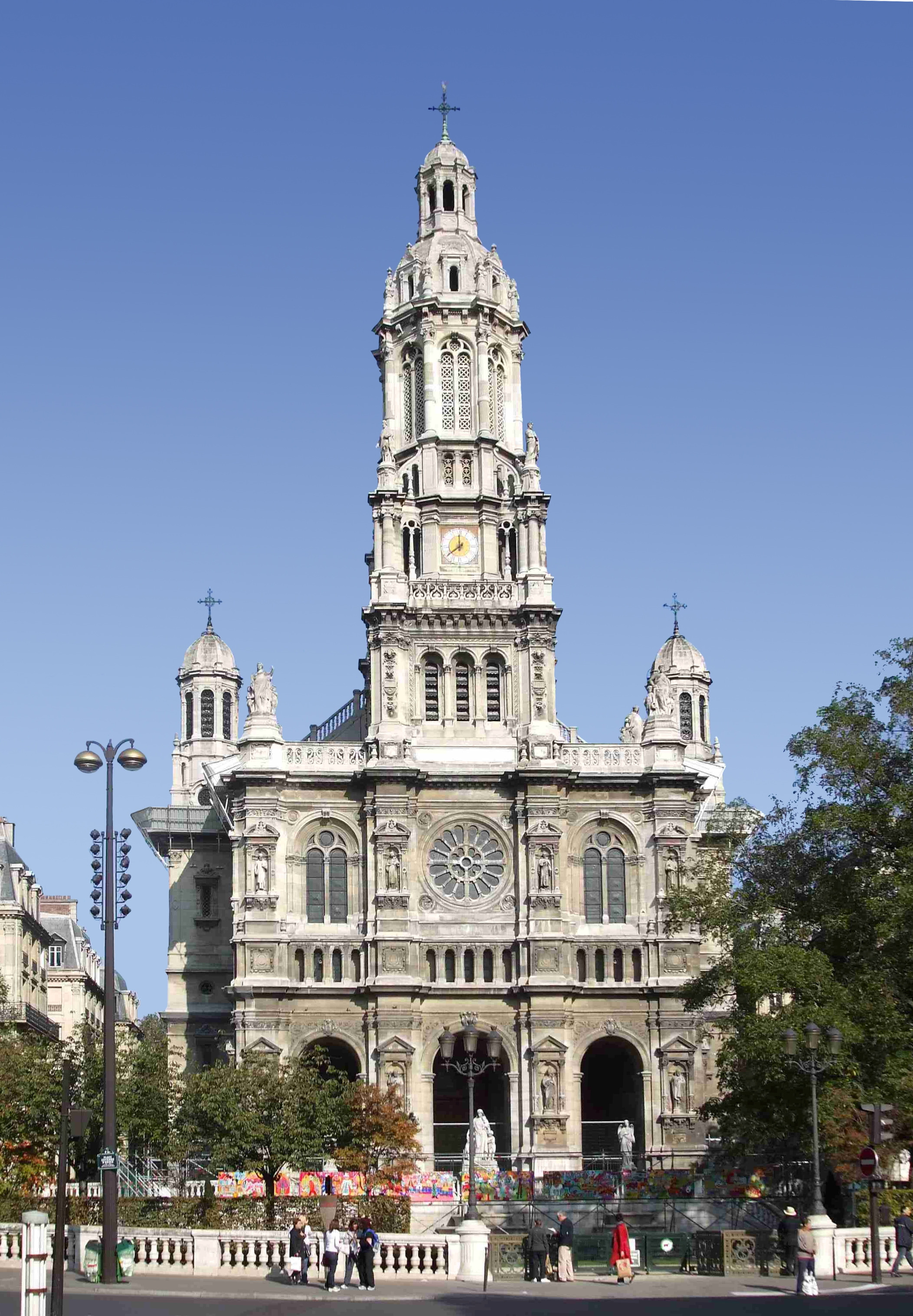
L'église de la Trinité.

À son retour en France, Théodore Ballu devient l’assistant de l'architecte François-Christian Gau sur le chantier de la basilique Sainte-Clotilde, puis architecte en chef de l’édifice à la mort de ce dernier en 1853.
Se dessine alors une carrière où sa préférence pour les édifices religieux s’affirme un peu plus chaque jour. Il choisit d’en faire sa spécialité et laisse aujourd’hui nombre de constructions d’envergure.
En 1860, il est nommé architecte en chef des travaux de la ville de Paris pour les édifices consacrés au culte. Il réalise, dès lors, l’église de la Trinité (1861-1867), le temple du Saint-Esprit de la rue Roquépine, les églises Saint-Ambroise (1863-1869) et Saint-Joseph (1866-1875).
Il se voit confier également la direction des travaux de restauration de la tour Saint-Jacques (1854-1858) ainsi que la construction de la basilique Saint-Denys à Argenteuil (1866).
L’église de la Trinité reste emblématique de son œuvre : elle témoigne en effet de sa grande connaissance des différents styles d’architecture, de son goût prononcé pour l’éclectisme alors très en vogue et pour une profusion du décor sculpté ou peint, ainsi que de sa maîtrise des coûts du chantier. Le quartier de la Trinité est, par ailleurs, devenu l’endroit de prédilection de l'architecte. Ballu y possède divers immeubles et y édifie même sa demeure.

## Le maître d’œuvre du beffroi de la mairie du 1er arrondissement de Paris

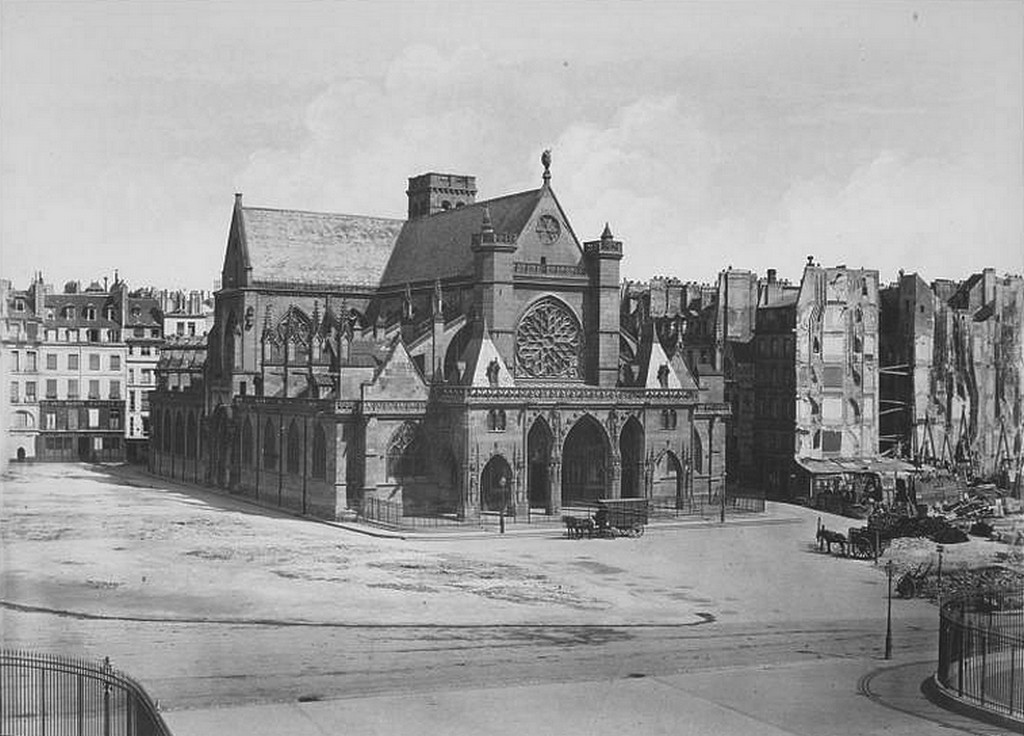
L'église Saint-Germain-l'Auxerrois en 1858, dégagée des constructions de l'ancien cloître, en vue de la mise en chantier du beffroi de la mairie du 1er arrondissement.

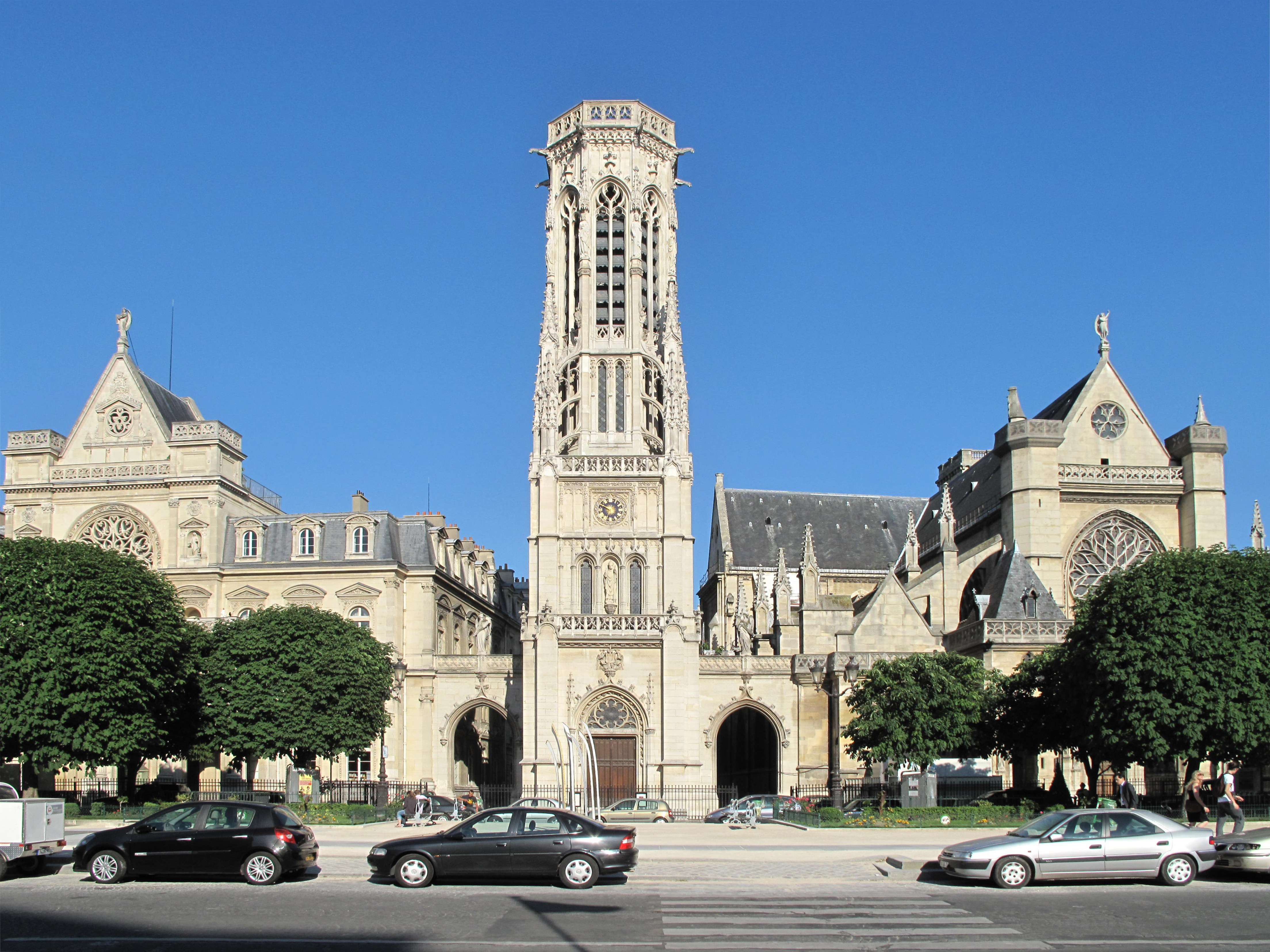
Le beffroi de la mairie du 1er arrondissement.

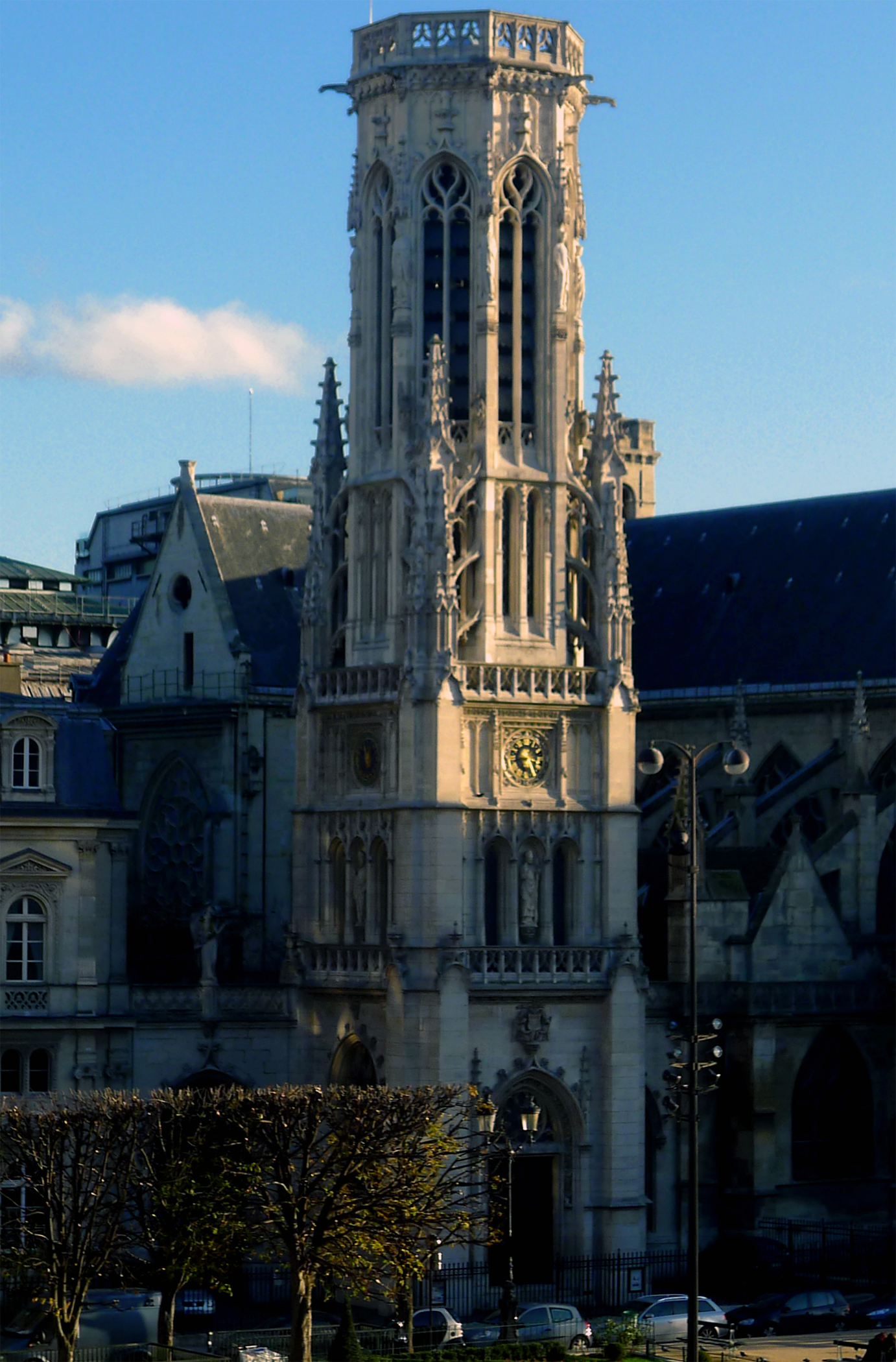
Vue rapprochée du beffroi.

De 1858 à 1863, Théodore Ballu conçoit et réalise le beffroi de la mairie du 1er arrondissement de Paris.
Les percées d’Haussmann n’ont pas encore radicalement transformé le quartier. L’environnement de l'église Saint-Germain-l'Auxerrois, ancienne église paroissiale des rois de France, a toutefois déjà  été remanié par la démolition des immeubles qui la séparaient de la colonnade du Louvre. Dès 1859, l’architecte Jacques Hittorff construit, au nord, un nouveau bâtiment pour abriter la mairie d'arrondissement. Pour la façade, il reprend les grandes lignes de la façade ouest de l'église, et opte pour un style inspiré du gothique tardif et de la Renaissance française.
Le beffroi de Ballu est édifié entre les deux façades, renforçant ainsi un effet de symétrie prolongeant, encore plus à l’est, le grand axe du Louvre. L’architecte choisit d’utiliser le vocabulaire propre au gothique flamboyant.
Bien que l’usage de la pierre semble s’y affirmer sans partage, il est intéressant de signaler la présence, soigneusement dissimulée, d’une structure en fer soutenant l’ensemble des cloches du désormais célèbre carillon.
Avec cette construction, transparaissent déjà chez Ballu l’étendue de ses connaissances archéologiques, sa maîtrise des styles, son souci du détail et sa grande exigence dans la qualité d’exécution. La silhouette et certains détails du beffroi ne sont pas sans évoquer ceux de la tour Saint-Jacques, monument dont Ballu vient alors à peine d’achever la restauration.
De 1863 à 1868, il construit une nouvelle église Saint-Ambroise au 71, boulevard Voltaire (11e arrondissement de Paris). De 1867 à 1874, il construit l'église Saint-Joseph-des-Nations au 154, rue Saint-Maur (même arrondissement).

## La reconstruction de l'hôtel de ville

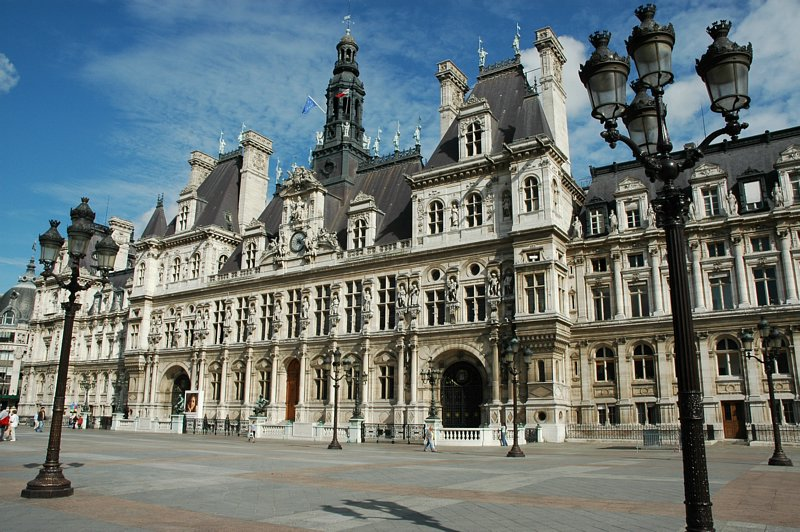
L'hôtel de ville.

Il est élu membre de l'Académie des beaux-arts de l'Institut de France en 1872. Lauréat en 1873 du concours pour la reconstruction de l'hôtel de ville incendié pendant la Commune de Paris, il dirige le chantier en association avec Édouard Deperthes. Ce chantier qui sera le point d'orgue de sa carrière et dura huit années jusqu'en 1882.
Ballu est temporairement nommé au conseil des bâtiments civils et, en 1874, inspecteur général des édifices diocésains après la démission à ce poste d’Eugène-Emmanuel Viollet-le-Duc. Inspecteur général des travaux de la Ville de Paris de 1871 à 1876, il est tout naturellement chargé des édifices cultuels.
Théodore Ballu mourra en 1885, soit trois ans après l'achèvement des travaux de l'hôtel de ville, et sera inhumé au cimetière du Père-Lachaise (division 74).

## Hors de Paris
Théodore Ballu est l'architecte de la villa du peintre Louis Français à Plombières-les-Bains.

## Distinctions
- Commandeur de la Légion d'honneur
- Officier d'Académie

## Hommages
- Une rue du 9e arrondissement parisien porte son nom.
- Une autre à Perpignan dans le quartier du Clos Banet a été baptisée en son honneur.

## Iconographie
Une médaille a l'effigie de Théodore Ballu a été réalisée en 1881 par le graveur Daniel Dupuis. Un exemplaire en est conservé au musée Carnavalet (ND 5213).

## Documentation
Une partie des archives de Théodore Ballu est conservée à l'Institut national d'histoire de l'art.